# 카닌반도

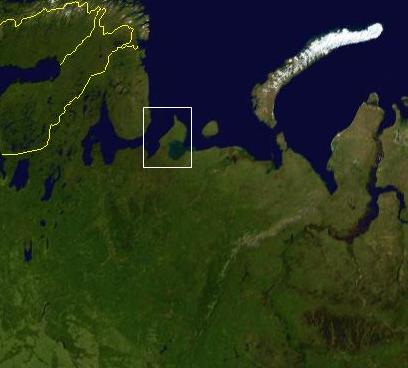
카닌반도의 위치.

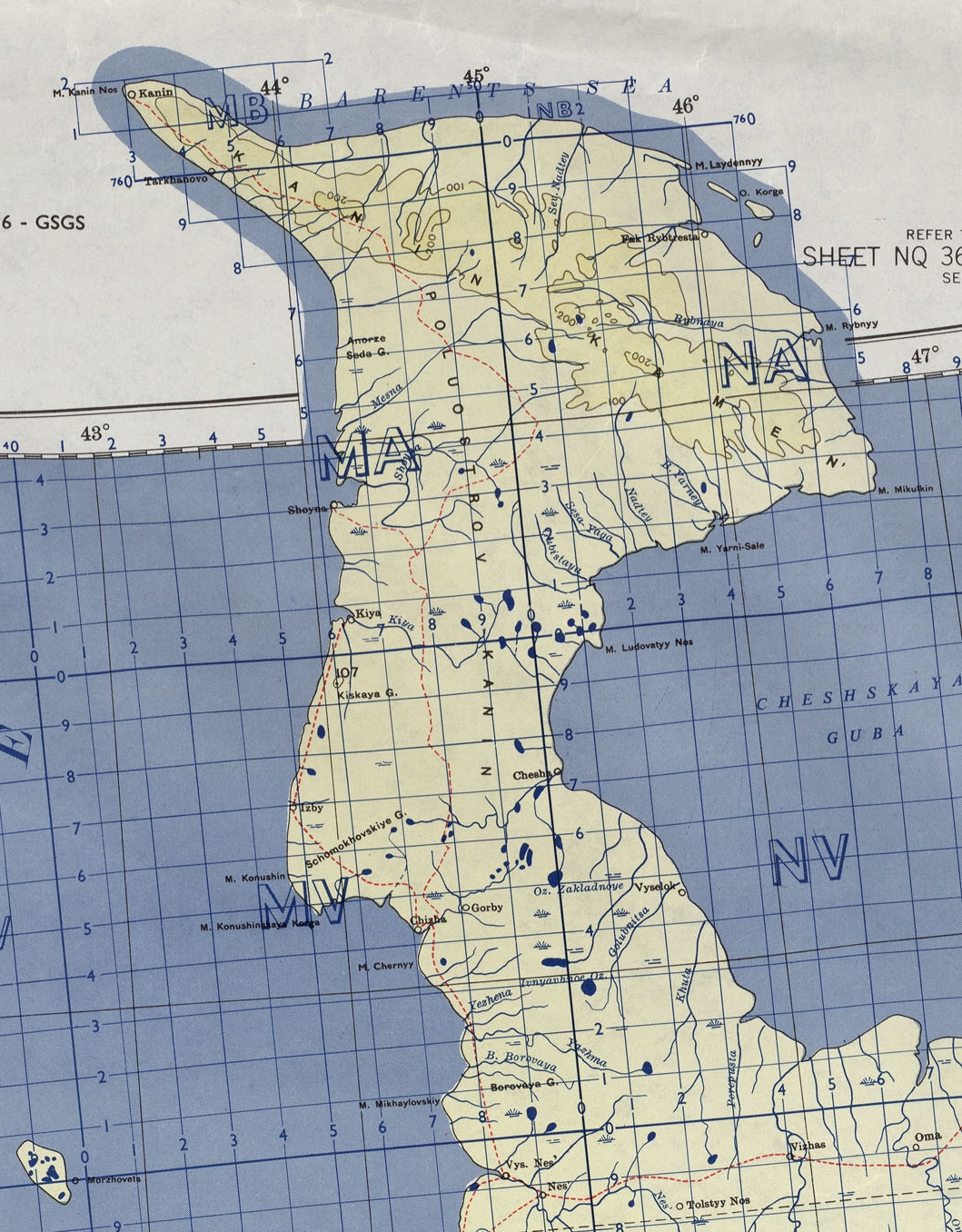
카닌반도.(미군 지도, 1956년)

카닌반도(러시아어: Канин полуостров)는 러시아 네네츠 자치구의 북부 시베리아에 위치한 큰 반도이다. 북위 68도, 동경 45도에 위치해 있으며, 서쪽으로는 백해, 북쪽과 동쪽으로는 바렌츠해가 위치해 있다. 반도에는 쇼나라는 작은 마을만이 위치해 있다.